# Soslan Ramonov
Soslan Ljudvikovitj Ramonov (ryska: Сослан Людвикович Рамонов; ossetiska: Рæмонты Людвичы фырт Сослан: Ræmonty Ljudvicy fyrt Soslan), född 1 januari 1991, är en rysk brottare som vann guld i 65 kg fristil vid Olympiska sommarspelen 2016.